# Streblosa maxima
Streblosa maxima är en måreväxtart som beskrevs av Cornelis Eliza Bertus Bremekamp. Streblosa maxima ingår i släktet Streblosa och familjen måreväxter. Inga underarter finns listade i Catalogue of Life.